# 乔治·汤姆孙
乔治·佩吉特·汤姆孙爵士 FRS（1892年5月3日—1975年9月10日），英国物理学家，英国皇家学会会员，1937年因電子繞射實驗和柯林頓·戴維森共同获得诺贝尔物理学奖。
乔治·汤姆孙的父亲J·J·汤姆孙是1906年诺贝尔物理学奖得主，父子倆皆為科學家。